# Temporada de huracanes del Atlántico de 2024
La temporada de huracanes del Atlántico de 2024 fue muy activa y extremadamente destructiva, convirtiéndose en la tercera más costosa registrada, solo superada por las de 2017 y 2005. La temporada incluyó 18 tormentas tropicales, 11 huracanes y 5 huracanes mayores; también fue la primera desde 2019 en presentar múltiples huracanes de categoría 5. Además, la temporada tuvo la Energía Ciclónica Acumulada (ECA) más alta desde 2020, con un valor de 161.6 unidades. Estas fechas, adoptadas por convención, describen históricamente el período de cada año en el que ocurre la mayor parte de la ciclogénesis tropical o subtropical en el Océano Atlántico (más del 97%).
El primer sistema, la tormenta tropical Alberto, se formó el 19 de junio y tocó tierra cerca de Tampico, Tamaulipas, al día siguiente. Posteriormente, a finales de junio se formaron dos tormentas en rápida sucesión. La primera, el huracán Beryl, fue un huracán mayor inusual en junio, el más temprano de categoría 5 registrado en el Atlántico y el segundo registrado en julio. A continuación, se formó la tormenta tropical Chris, el último día de junio, que tocó tierra rápidamente en Veracruz. Tras la disipación de Beryl, la actividad se calmó en la cuenca durante la mayor parte de julio, sin que se formaran nuevos ciclones tropicales debido a la presencia de la capa de aire sahariana (SAL) en gran parte del Atlántico. A principios de agosto, el huracán Debby se formó en el Golfo de México antes de tocar tierra en Florida y Carolina del Sur. Poco después, llegó el huracán Ernesto, que afectó a las Antillas Menores, Puerto Rico, Bermudas y partes del Atlántico canadiense a mediados de agosto. Tras una inusual calma en la actividad a finales de agosto y principios de septiembre, el huracán Francine se formó en el oeste del Golfo de México y tocó tierra en Luisiana.
La actividad aumentó drásticamente a finales de septiembre, con el desarrollo de varias tormentas fuertes. El huracán Helene se desarrolló sobre el Caribe occidental antes de avanzar hacia la región de Big Bend, en Florida, y tocó tierra allí el 26 de septiembre con fuerza de categoría 4, causando inundaciones catastróficas y numerosas víctimas mortales en la región central de los Apalaches. El huracán Kirk se formó poco después y se intensificó rápidamente hasta convertirse en un huracán de categoría 4 en el Atlántico oriental antes de azotar Europa como un ciclón postropical. Octubre también fue muy activo, con cuatro tormentas con nombre desarrollándose durante el mes, de las cuales todas menos una fueron huracanes. El más fuerte, el huracán Milton, se formó en el Golfo de México y se intensificó explosivamente hasta convertirse en el segundo huracán de categoría 5 de la temporada; también fue el ciclón tropical más fuerte del mundo en 2024. Milton tocó tierra posteriormente cerca de Siesta Key, Florida, el 9 de octubre, como un huracán de categoría 3. A mediados de octubre, la tormenta tropical Nadine y el huracán Oscar se formaron en rápida sucesión; el primero tocó tierra rápidamente en Belice, mientras que el segundo se intensificó rápidamente hasta convertirse en un huracán de categoría 1 y alcanzó el campo de vientos con fuerza de huracán más pequeño registrado en el Atlántico. Tocó tierra en Inagua y Cuba. A principios de noviembre, el huracán Rafael tocó tierra en el oeste de Cuba con fuerza de categoría 3, y posteriormente alcanzó vientos sostenidos de 195 km/h (120 mph), igualando al huracán Kate de 1985 como el huracán más fuerte del mes de noviembre registrado en el Golfo de México. A mediados de noviembre, el último sistema, la tormenta tropical Sara, avanzó muy lentamente por la costa de Honduras, antes de tocar tierra en Belice, donde produjo fuertes lluvias generalizadas que provocaron graves inundaciones repentinas y deslizamientos de tierra en el norte de Centroamérica.Y así finaliza los huracanes.

## Pronósticos
Antes y durante cada temporada de huracanes, los servicios meteorológicos nacionales, agencias científicas y destacados expertos en huracanes emiten varios pronósticos de la actividad de los huracanes. Entre ellos se incluyen pronosticadores del Centro de Predicción Climática de la Oficina Nacional de Administración Oceánica y Atmosférica (NOAA), Riesgo de Tormentas Tropicales (TSR), la Oficina Meteorológica del Reino Unido (UKMO) y la Universidad Estatal de Colorado (CSU). Los pronósticos incluyen cambios semanales y mensuales en factores importantes que ayudan a determinar la cantidad de tormentas tropicales, huracanes y huracanes mayores dentro de un año en particular.
Según la Oficina Nacional de Administración Oceánica y Atmosférica (NOAA) y el Universidad Estatal de Colorado (CSU), la temporada promedio de huracanes en el Atlántico entre 1991 y 2020 contuvo aproximadamente 14 tormentas tropicales, 7 huracanes, 3 huracanes importantes y un índice de energía ciclónica acumulada (ACE) de 72 a 111 unidades. En términos generales, la Energía Ciclónica Acumulada (ACE) es una medida del poder de una tormenta tropical o subtropical multiplicado por el tiempo que existió. Solo se calcula para avisos completos sobre sistemas tropicales y subtropicales específicos que alcanzan o superan velocidades de viento de 39 mph (63 km/h). La Oficina Nacional de Administración Oceánica y Atmosférica (NOAA) normalmente clasifica una temporada como superior al promedio, promedio o inferior al promedio según el índice Energía Ciclónica Acumulada (ACE) acumulativo, pero a veces también se considera la cantidad de tormentas tropicales, huracanes y huracanes mayores dentro de una temporada de huracanes.

### Previsiones de pretemporada
El 11 de diciembre de 2023, Tropical Storm Risk (TSR) publicó su pronóstico de rango extendido para la temporada 2024, prediciendo una temporada superior al promedio con 20 tormentas nombradas, 9 huracanes y 4 huracanes mayores. Tomaron en cuenta las temperaturas cálidas de la superficie del mar (TSM) en curso en la mayor parte de la cuenca, específicamente en la Región Principal de Desarrollo y en el Mar Caribe, además del evento de El Niño de 2023-2024, que se predijo que se debilitaría a una fase neutral en agosto de 2024. TSR actualizó su pronóstico el 30 de mayo, prediciendo 24 tormentas con nombre, 12 huracanes y 6 huracanes importantes con un índice de la Energía Ciclónica Acumulada (ACE) de 226 unidades. El 4 de abril de 2024, la Universidad Estatal de Colorado (CSU) publicó su pronóstico, previendo una temporada de huracanes extremadamente activa, con 23 tormentas con nombre, 11 huracanes y 5 huracanes mayores, con un índice de la Energía Ciclónica Acumulada (ACE) de 210 unidades, citando el mar Atlántico extremadamente cálido. temperaturas de la superficie y el desarrollo de La Niña para el verano. El 5 de abril, Météo-France (MFM) emitió una predicción de 21 tormentas con nombre y 11 huracanes. Citaron temperaturas cálidas de la superficie del mar, patrones de viento y humedad. El 8 de abril, TSR actualizó su predicción, prediciendo 23 tormentas tropicales, 11 huracanes y 5 huracanes mayores, con un índice de Energía Ciclónica Acumulada (ACE) de 217 unidades. Predijeron que en el verano se producirían condiciones moderadas de La Niña que persistirían hasta el otoño y que las temperaturas superficiales del mar superiores a la media también persistirían hasta el verano. El mismo día, la Universidad de Arizona (UA) publicó su pronóstico de una temporada muy activa con 21 tormentas con nombre, 11 huracanes, 5 huracanes mayores y un índice de la Energía Ciclónica Acumulada (ACE) de 156 unidades. El 12 de abril, la Universidad de Misuri (MU) emitió su predicción de 26 tormentas con nombre, 11 huracanes y 5 huracanes mayores. El 16 de abril, NCSU emitió su predicción de 15 a 20 tormentas con nombre, 10 a 12 huracanes y 3 a 4 huracanes mayores. El 24 de abril, la Universidad de Pensilvania (UPenn) emitió su predicción de una temporada récord, prediciendo una cantidad sin precedentes de 33 (±6) tormentas con nombre. Citaron las condiciones esperadas de La Niña moderada y las temperaturas récord de la superficie del mar en el Atlántico tropical vinculadas al calentamiento a gran escala. El 6 de mayo, el Servicio Meteorológico Nacional (SMN) emitió su pronóstico de 20 a 23 tormentas tropicales, 9 a 11 huracanes y 4 a 5 huracanes mayores. El 22 de mayo, la UKMO publicó su pronóstico para la temporada de 2024, previendo 22 tormentas con nombre, 12 huracanes y 4 huracanes mayores, y un índice de la Energía Ciclónica Acumulada (ACE) de 212 unidades. Un día después, la Oficina Nacional de Administración Oceánica y Atmosférica (NOAA) publicó su predicción de la temporada de huracanes, pronosticando una temporada superior al promedio de 17 a 25 tormentas con nombre, 8 a 13 huracanes y 4 a 7 huracanes mayores con un 85% de probabilidad de ser una temporada superior al promedio. TSR actualizó sus predicciones el 30 de mayo con 24 tormentas tropicales, 12 huracanes y 6 huracanes importantes con un índice de la Energía Ciclónica Acumulada (ACE) de 226 unidades.

### Previsiones de mitad de temporada
El 11 de junio, CSU también actualizó sus predicciones con 23 tormentas tropicales, 11 huracanes, 5 huracanes mayores y un índice de la Energía Ciclónica Acumulada (ACE) de 210. El 23 de junio, la Universidad de Arizona (UA) actualizó su predicción con 23 tormentas con nombre, 10 huracanes, 5 huracanes mayores y un índice de la Energía Ciclónica Acumulada (ACE) de 231. TSR actualizó sus predicciones el 5 de julio con 26 tormentas tropicales, 13 huracanes y 6 huracanes mayores con un ACE de 240. El 9 de julio, CSU actualizó sus predicciones, anticipando una temporada aún más activa, con 25 tormentas tropicales, 12 huracanes, 6 huracanes mayores y un ACE de 230. El 8 de agosto, la NOAA actualizó ligeramente su predicción del número total de tormentas con nombre, aunque aún anticipa una temporada muy activa.

## Resumen de la temporada

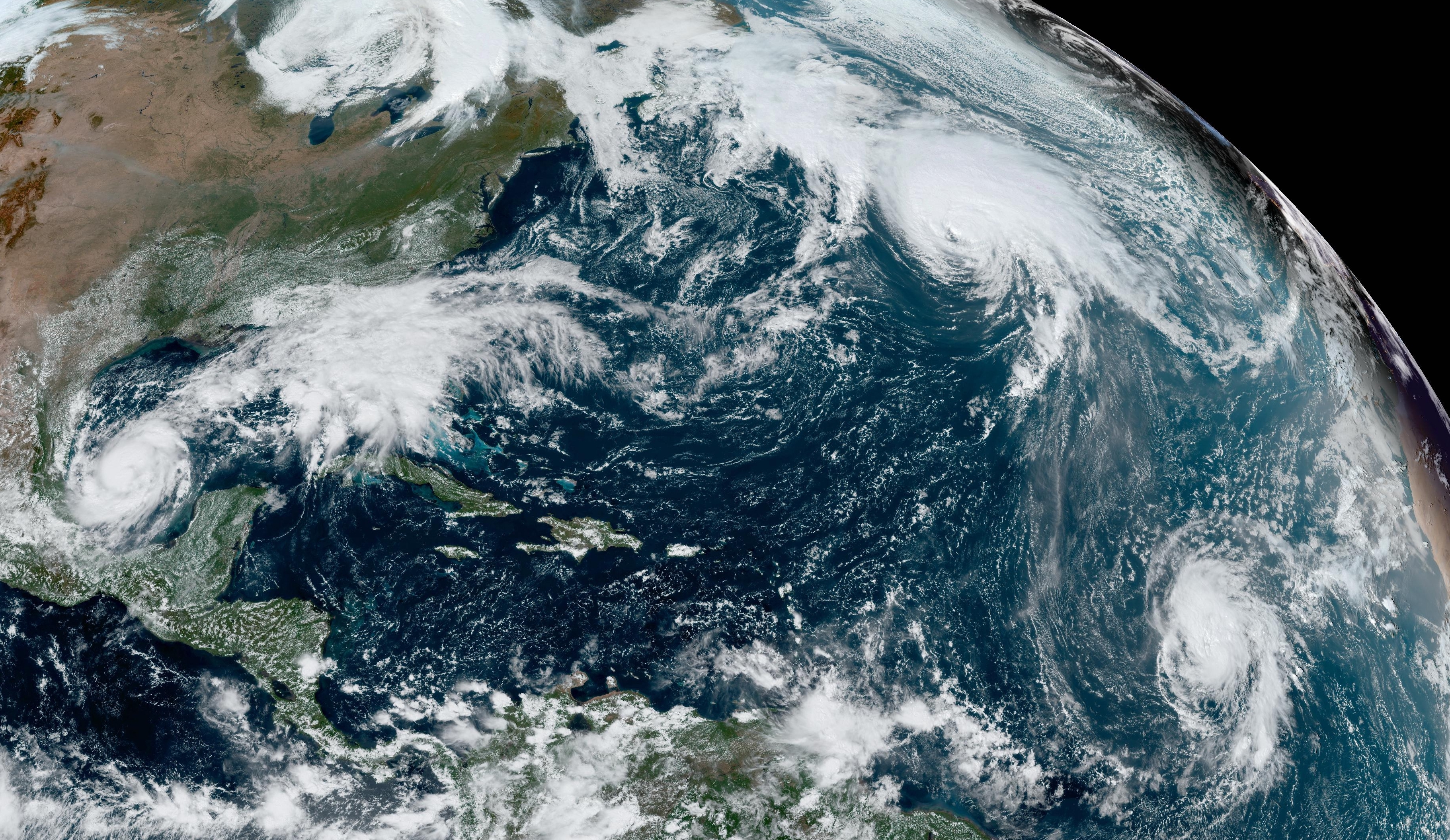
Tres huracanes simultáneos activos el 6 de octubre de 2024, con Milton (izquierda), Kirk (arriba a la derecha) y Leslie (abajo a la derecha)

Oficialmente, la temporada de huracanes del Atlántico de 2024 comenzó el 1 de junio y terminó el 30 de noviembre de 2024. En total, se formaron dieciocho ciclones tropicales, todos ellos con nombre de tormenta. Once tormentas se convirtieron en huracanes, de los cuales cinco se intensificaron hasta convertirse en huracanes mayores. Además, un posible ciclón tropical designado no se convirtió en tal. En total, hubo 12 sistemas que tocaron tierra esta temporada. El índice de la Energía Ciclónica Acumulada (ACE; por sus siglas en inglés) de esta temporada, calculado por la Universidad Estatal de Colorado (CSU) utilizando datos del Centro Nacional de Huracanes (NHC), fue de aproximadamente 161,6 unidades.
Aunque la temporada de huracanes del Atlántico de 2024 comenzó oficialmente el 1 de junio, tuvo su comienzo más lento desde 2014. Esto se debió a una gran cúpula de calor estacionaria sobre América Central y México, ya que la ciclogénesis tropical en junio ocurre a menudo sobre el Golfo de México y el norte del Mar Caribe. La primera tormenta con nombre de la temporada, la tormenta tropical Alberto, se formó en el oeste del Golfo de México el 19 de junio y luego tocó tierra en la costa noreste de México al día siguiente. A continuación llegó el huracán Beryl, el huracán atlántico de categorías 4 y 5 de formación más temprana registrado en una temporada y el huracán más fuerte de junio y julio registrado en la cuenca. Tras formarse el 28 de junio en la región principal de desarrollo (MDR), la tormenta se intensificó rápidamente a medida que se acercaba a las Islas de Barlovento, alcanzando su punto máximo como huracán de categoría 5 a principios del 2 de julio. La tormenta tropical Chris, de corta duración, se desarrolló en el suroeste del Golfo de México el 30 de junio  y tocó tierra rápidamente en México a la mañana siguiente. Beryl continuó su camino, impactando Jamaica y tocando tierra en la península de Yucatán y Texas. Después de que Beryl se disipara el 11 de julio, la cuenca del Atlántico caería en un período de inactividad debido a la capa de aire sahariano, que suprime la actividad tropical, que persiste sobre el Atlántico abierto junto con el aire seco que normalmente ocurre durante este período de la temporada.
| #  | Daños totales       | Año  |
| -- | ------------------- | ---- |
| 1  | ≥ $294 803 billones | 2017 |
| 2  | $172 297 billones   | 2005 |
| 3  | $120 425 billones   | 2022 |
| 4  | $164 billones       | 2024 |
| 5  | ≥ $80 727 billones  | 2021 |
| 6  | $72 341 billones    | 2012 |
| 7  | $61 148 billones    | 2004 |
| 8  | $55 394 billones    | 2020 |
| 9  | ≥ $50 526 billones  | 2018 |
| 10 | ≥ $48 855 billones  | 2008 |

La actividad se reanudó a principios de agosto, con el huracán Debby formándose en el Golfo de México el 3 de agosto, antes de tocar tierra en Florida como huracán de categoría 1 dos días después. Posteriormente, perdió velocidad al tocar tierra, dejando fuertes lluvias y causando inundaciones generalizadas en el sureste de Estados Unidos. Pocos días después de que Debby se disipara, el huracán Ernesto se formó el 12 de agosto en la Región de Desarrollo Principal del Oeste. Ernesto causó daños en las Antillas Menores el 14 de agosto como huracán de categoría 1. Dos días después, el 16 de agosto, alcanzó su punto máximo como huracán de categoría 2. Al día siguiente tocó tierra en Bermudas como una tormenta de categoría 1 que se estaba debilitando. A pesar de las temperaturas inusualmente cálidas en el Atlántico Norte, el Atlántico ecuatorial se enfrió rápidamente, convirtiéndose en una "Niña Atlántica" debido a las surgencias causadas por los cambios en los vientos alisios y el modo zonal atlántico. Los efectos de una Niña Atlántica son inciertos, pero contradicen las suposiciones que la NOAA utilizó en su pronóstico de actividad estacional. La CSU asoció la tranquilidad del Atlántico durante el mes de agosto y el período posterior a la disipación de Ernesto (a pesar de las predicciones de un período pico extremadamente activo) con la formación de ondas tropicales demasiado al norte, vientos cálidos en los niveles superiores que causaron desestabilización, cizalladura del viento en el Atlántico este y factores asociados con la oscilación Madden-Julian.
Después de casi tres semanas de inactividad, la más larga en más de cincuenta años en ese momento de la temporada, el huracán Francine se formó el 9 de septiembre. La tormenta tropical Gordon siguió su ejemplo dos días después, el 11 de septiembre, y Francine tocó tierra en Luisiana como un sistema de categoría 2 más tarde ese mismo día. Se desarrollaron cuatro sistemas durante la última semana de septiembre, comenzando con el huracán Helene el 24 de septiembre. El sistema afectó la península de Yucatán el 25 de septiembre, antes de tocar tierra en la región de Big Bend, Florida, el 26 de septiembre por la noche como un huracán de categoría 4, donde se debilitó rápidamente hasta convertirse en depresión tropical el 27 de septiembre. El huracán Isaac se formó el 26 de septiembre y luego alcanzó su punto máximo como huracán de categoría 2. El 27 de septiembre, la tormenta tropical Joyce se formó justo al oeste de las islas de Cabo Verde. La actividad de septiembre finalizó con la formación del huracán Kirk el 29 de septiembre, que alcanzó su máxima intensidad el 4 de octubre. En total, se formaron siete huracanes después del 25 de septiembre, la mayor cantidad registrada en la cuenca.
A principios de octubre se formaron los huracanes Leslie y Milton, que, junto con Kirk, marcaron la primera vez registrada que hubo tres huracanes activos simultáneamente en la cuenca del Atlántico después de septiembre. Milton experimentó una intensificación rápida y explosiva en el Golfo de México, convirtiéndose en el segundo huracán de categoría 5 de la temporada. Esto convirtió a la temporada de huracanes de 2024 en la primera del Atlántico desde 2019 con múltiples huracanes de categoría 5. Se convirtió en uno de los huracanes más fuertes registrados en la cuenca atlántica, igualando al huracán Rita en la cuarta presión central mínima más baja para un huracán atlántico. Más tarde ese mes, se formaron dos ciclones tropicales el 19 de octubre. La tormenta tropical Nadine se formó temprano en el día cerca de la costa de Belice, donde tocó tierra unas horas más tarde, mientras que el huracán Oscar se formó cerca de las Islas Turcas y Caicos, convirtiéndose en el huracán más pequeño registrado en la cuenca del Atlántico. El 2 de noviembre, la tormenta tropical Patty se desarrolló a partir de un vendaval no tropical justo al noreste de las Azores. Después vino el huracán Rafael, que se formó en el suroeste del Caribe. Tocó tierra en Cuba con fuerza de categoría 3. Luego, a mediados de noviembre, la última tormenta de la temporada, la tormenta tropical Sara, se formó en el Caribe occidental, antes de golpear Yucatán y disiparse el 18 de noviembre, poco menos de dos semanas antes del final oficial de la temporada.

## Ciclones tropicales

### Tormenta tropical Alberto
El 12 de junio de 2024, el Centro Nacional de Huracanes (NHC) señaló que podría formarse un área de clima perturbado sobre el oeste del Golfo de México y posiblemente poder convertirse en un ciclón tropical. Varios días después, en las primeras horas del 17 de junio, se formó un área de baja presión sobre la Bahía de Campeche. La baja se generó a partir de una perturbación dentro del giro centroamericano el 15 de junio la cual cruzó el Istmo de Tehuantepec hacia el Golfo de México. Aunque su actividad tormentosa fue dispersa, la capa comenzó a organizarse mejor en la tarde del 17 de junio y debido a la amenaza que representaba para tierra fue designada como Potencial Ciclón Tropical Uno. El sistema se organizó lentamente durante los dos días siguientes, a medida que se acercaba a la costa mexicana, convirtiéndose en la tormenta tropical Alberto a las 12:00 UTC del 19 de junio mientras se encontraba sobre el Golfo de México a unas 205 millas al este de Tampico, México, dando así comienzo a la temporada de huracanes en el Atlántico de 2024. Alberto se intensificó constantemente a lo largo del día, alcanzando su máxima intensidad con vientos máximos sostenidos de 85 km/h (50 mph) y una presión central mínima de 992 mbar a las 00:00 UTC del 20 de junio. Temprano al día siguiente, cerca de las 09:00 UTC, Alberto tocó tierra cerca de Tampico, Tamaulipas con vientos máximos de 85 km/h (50 mph) y una presión de 994 mbar. Alberto se debilitó rápidamente sobre tierra a medida que avanzaba hacia el oeste y se disipó apenas nueve horas después.
Alberto trajo fuertes lluvias a los estados de Coahuila, Nuevo León y Tamaulipas, en el noreste de México. Las lluvias de Alberto provocaron cuatro muertes en México, todas en Nuevo León: una en Monterrey debido a inundaciones en ríos, una en El Carmen y dos en Allende  (las tres últimas fueron muertes por electrocución indirecta). Daños reportados en Nuevo León superaron los mil millones de pesos (53.7 millones de dólares). El gran campo de vientos de Alberto produjo vientos con fuerza de tormenta tropical a lo largo de la costa de Texas, a pesar de que el centro estaba ubicado sobre el noreste de México. Una marejada ciclónica de 3 a 4 pies (0,9 a 1 m) inundó comunidades costeras entre la bahía de Corpus Christi y Galveston. La marejada ciclónica y las inundaciones costeras dañaron muelles, carreteras y dunas de arena, además de provocar varios rescates en aguas altas. Una persona se ahogó en Galveston debido a las corrientes de resaca generadas por la tormenta. Alberto trajo consigo importantes precipitaciones a la zona de Galveston, lo que provocó inundaciones de agua dulce. Además, un tornado EF1 tocó tierra cerca de Bellville, lo que provocó algunos daños materiales a lo largo de su recorrido de 3,2 km (2 mi) de longitud, y se produjeron dos tornados EF0 cerca de Rockport. Al este, las comunidades costeras de Luisiana, especialmente Grand Isle, también sufrieron algunas inundaciones. El daño total que dejó Alberto en los Estados Unidos fue de aproximadamente 150 millones USD.

### Huracán Beryl
El 25 de junio de 2024, el Centro Nacional de Huracanes (NHC) comenzó a monitorear una onda tropical que producía aguaceros y tormentas eléctricas desorganizadas justo al sur de Cabo Verde. Al día siguiente, la ola comenzó a mostrar signos de organización, con actividad tormentosa modesta, bandas curvas y cierto desarrollo. La perturbación se organizó aún más y se convirtió en la depresión tropical 2 sobre el Atlántico tropical central el 28 de junio. El sistema se encontraba en un entorno inusualmente favorable para la época del año, con las temperaturas superficiales del mar (TSM) cálidas y una cizalladura del viento mínima, y en consecuencia comenzó un período de rápida intensificación. La depresión se fortaleció hasta convertirse en la tormenta tropical Beryl seis horas después de su formación, alcanzando la categoría 1 al día siguiente y la categoría 2 esa misma noche. Beryl alcanzó la fuerza de un huracán importante temprano en la mañana siguiente, el 30 de junio, y se intensificó aún más hasta alcanzar la categoría 4 unas horas más tarde. Luego, Beryl se sometió a un ciclo de reemplazo de la pared del ojo y se debilitó brevemente hasta convertirse en un huracán de categoría 3 a principios del 1 de julio, pero recuperó la fuerza de categoría 4 solo seis horas después, una vez que se completó el ciclo. Más tarde esa mañana, Beryl tocó tierra en Carriacou, Granada, como un huracán de categoría 4 de alto nivel. Beryl continuó intensificándose lentamente a pesar del aumento de la cizalladura hacia el oeste en el sureste del Caribe, alcanzando fuerza de categoría 5 a última hora del 1 de julio, alcanzando su punto máximo unas horas más tarde con vientos sostenidos de 175 mph (280 km/h). Más tarde, ese mismo día, Beryl pasó al sur de Isla Beata, República Dominicana, donde se debilitó hasta alcanzar la categoría 4 como resultado de la cizalladura del viento.
Moviéndose generalmente hacia el oesnoroeste bajo la influencia de la fuerte cresta al norte, el centro de Beryl pasó muy cerca de la costa sur de Jamaica en la tarde del 3 de julio. Siguió siendo un huracán de categoría 4, a pesar de la continua cizalladura hacia el oeste. A las 06:00 UTC del 4 de julio, mientras se encontraba al sureste de las Islas Caimán, Beryl se debilitó hasta alcanzar la categoría 3. Beryl continuó debilitándose y esa tarde fue degradado a huracán de categoría 2. Sin embargo, ese mismo día, los datos de un equipo de reconocimiento de la Fuerza Aérea mostraron que Beryl se había fortalecido hasta convertirse en un huracán mínimo de categoría 3. Sin embargo, unas horas más tarde volvió a debilitarse hasta alcanzar la intensidad de categoría 2. A las 11:00 UTC del 5 de julio, el sistema tocó tierra justo al noreste de Tulum, Quintana Roo, con vientos sostenidos de 175 km/h (110 mph). Tierra adentro, Beryl rápidamente se debilitó hasta convertirse en un huracán de categoría 1 y luego en una tormenta tropical unas horas más tarde. Luego, la tormenta tropical emergió hacia el Golfo de México mientras se dirigía hacia una cresta de nivel medio ubicada sobre el sureste de Estados Unidos. Esa noche y el día siguiente, además de un núcleo interno más amplio, Beryl se vio acosada por una infusión de aire seco y una cizalladura moderada del viento, que impidió que la tormenta se fortaleciera apreciablemente. Aun así, en la tarde del 6 de julio, su estructura convectiva había mejorado algo y se había vuelto más persistente. A las 04:00 UTC del 8 de julio, Beryl recuperó la intensidad del huracán mientras se acercaba a la costa de Texas. Poco después, Beryl tocó tierra por última vez cerca de Matagorda, Texas, con vientos sostenidos de 130 km/h (80 mph). El sistema se debilitó rápidamente tierra adentro y pasó a ser un ciclón post tropical a principios del 9 de julio. Al día siguiente, los restos de la tormenta se movían a través de la Península Inferior de Míchigan, rumbo al noreste hacia Ontario antes de disiparse el 11 de julio.
El 29 de junio, el primer ministro de Santa Lucía ordenó un cierre nacional en previsión de los impactos de Beryl en la nación insular. Caribbean Airlines pospuso varios vuelos entre Barbados, Granada, San Vicente y las Granadinas y Trinidad y Tobago para el día siguiente. Una reunión de la Comunidad del Caribe en Granada, programada del 3 al 5 de julio, fue cancelada. Los efectos y las víctimas del huracán fueron generalizados. Beryl causó daños catastróficos en las islas de Carriacou y Petite Martinique, en el norte de Granada, y en varias islas del sur de San Vicente y las Granadinas, como Union Island y Canouan, donde se estima que el 95% de los edificios resultaron dañados o destruidos. En Venezuela, seis personas fueron asesinadas y varias están desaparecidas. En Yucatán también se registraron daños sostenidos, aunque en general se limitaron a árboles y cables eléctricos caídos y daños en techos; también hubo inundaciones generalizadas. En los Estados Unidos, el estado de Texas sufrió graves inundaciones y daños por el viento, con informes de al menos 22 muertos en el área metropolitana de Houston. Además, las bandas exteriores del huracán produjeron un prolífico brote de tornados de tres días, con 68 tornados confirmados en Texas, Luisiana, Arkansas, Misisipi, Indiana, Kentucky, Nueva York y Ontario. Se han confirmado un total de 71 muertes y las estimaciones preliminares de daños superan los 6.860 millones de dólares.

### Tormenta tropical Chris
Los orígenes de Chris se remontan a una onda tropical que emergió de las costas africanas el 20 de junio. El 24 de junio, el Centro Nacional de Huracanes (NHC) comenzó a monitorear una onda tropical para un posible desarrollo ciclónico al este-sureste de las Islas de Barlovento, que producía aguaceros y tormentas eléctricas desorganizadas. La perturbación se movió generalmente hacia el oeste a través del Caribe durante varios días pero el fuerte viento cortante que había en ese momento imposibilitó su desarrollo. El 28 de junio, cuando se encontraba en el Caribe Occidental se desarrolló un centro de bajas presiones débil y luego cruzó sobre la Península de Yucatán hasta que emergió a la Bahía de Campeche a principios del 30 de junio. Allí se fortaleció la zona de baja presión que se había formado y rápidamente se organizó mejor. Como resultado de esto se formó la depresión tropical 3 a las 18:00 UTC de ese mismo día, mientras se encontraba en ese momento a 55 millas al noreste de Veracruz, México. La depresión se fortaleció hasta convertirse en la tormenta tropical Chris seis horas después. Poco después, a las 03:00 UTC del 1 de julio, Chris tocó tierra en el municipio de Alto Lucero, Veracruz, en su máxima intensidad, con vientos máximos sostenidos de 75 km/h (45 mph) y una presión central mínima de 1005 mbar. Chris se debilitó rápidamente sobre el accidentado terreno de México, degradándose a depresión tropical 3 horas después y finalmente disipándose a las 12:00 UTC de ese mismo día.
Chris generó fuertes lluvias en los estados de Chiapas, Hidalgo, Morelos, San Luis Potosí y Veracruz, provocando inundaciones, desbordes de ríos y deslizamientos de tierra. En consecuencia, las autoridades locales de Veracruz cerraron escuelas en 41 municipios y abrieron 9 albergues temporales, que albergaron a 86 personas. Las inundaciones también dañaron numerosas viviendas, incluidas casi 2.000 sólo en Huiloapan. En Hidalgo, las inundaciones obligaron a la evacuación de unas 200 familias en Yahualica. Más de 20.000 personas se vieron afectadas por las inundaciones en Xochiatipan, que inundaron viviendas y una clínica. Un anciano murió en San Salvador luego de quedar sepultado por un alud de tierra. Además, cuatro agentes de policía en Tepetlán, Veracruz, murieron después de ser arrastrados por un arroyo desbordado mientras inspeccionaban los daños de la tormenta.

### Huracán Debby
El 26 de julio, el Centro Nacional de Huracanes (NHC) comenzó a rastrear una onda tropical con potencial de convertirse en un ciclón tropical. A medida que se movía hacia el oeste la onda tropical fue ganando en organización e intensidad, desarrollando convección, y debido a la amenaza que representaba para tierra, el NHC la designó como Potencial Ciclón Tropical Cuatro a las 15:00 UTC del 2 de agosto cuando se encontraba sobre el oriente de Cuba. Unas horas más tarde el sistema salió a las aguas al sur de Cuba y esa misma noche desarrolló una circulación cerrada en esa área, lo que provocó que el NHC lo elevara a la depresión tropical 4 a las 03:00 UTC del 3 de agosto mientras se encontraba a unos 125 km al sur de Caibarién, Provincia de Villa Clara. Unas horas más tarde, la depresión tocó tierra en la Ciénaga de Zapata, Matanzas como un sistema muy débil, con vientos máximos sostenidos de 45 km/h y una presión de 1009 mbar. Luego de atravesar el oeste de Cuba, la depresión entró al Golfo de México, donde se intensificó aún más y se convirtió en la tormenta tropical Debby a las 21:00 UTC del 3 de agosto a unos 115 km (70 millas) al noroeste de La Habana. En el Golfo de México, continuó intensificándose progresivamente y se convirtió en un huracán en las primeras horas del 5 de agosto. Debby alcanzó su máxima intensidad justo antes de tocar tierra cerca de Steinhatchee, Florida a las 11:00 UTC de ese mismo día, con vientos máximos sostenidos de 130 km/h y una presión central mínima de 979 mbar. Después de tocar tierra, como es lógico, el sistema comenzó a debilitarse, mientras se movía hacia el noreste, pasando sobre el norte de Florida y este de Georgia hasta que su centro de circulación salió al Océano Atlántico a última hora del 7 de agosto. El sistema alcanzó su segundo pico de intensidad con vientos de 95 km/h (60 mph) y una presión de 994 mbar frente a la costa de Carolina del Sur y temprano el 8 de agosto, cerca de las 06:00 UTC, Debby tocó tierra en Carolina del Sur, aproximadamente a 32 km (20 millas) al noreste de Charleston con vientos máximos sostenidos de 85 km/h y una presión mínima de 995 mbar. Debilitándose constantemente una vez tierra adentro, más tarde ese día, Debby se degradó hasta convertirse en una depresión tropical. Temprano al día siguiente, Debby se convirtió en un ciclón post tropical mientras se encontraba situado a unos 180 km (110 millas), al norte de Danville, Virginia.
Las lluvias afectaron a las naciones del Caribe, especialmente a Cuba y Puerto Rico. Se declararon estados de emergencia para los estados de Florida, Georgia y Las Carolinas antes de la tormenta. Cayeron fuertes lluvias como resultado de la lentitud de la tormenta, con acumulaciones que alcanzaron un máximo de cerca de 20 pulgadas (510 mm) de lluvia cerca de Sarasota, Florida. En total, se han atribuido 10 muertes a la tormenta. Los informes preliminares de daños se estiman en cerca de US$2 mil millones. La lluvia también afectó gravemente a Quebec, con Debby causando la lluvia de un día más intensa en la historia de Montreal. y convirtiéndose en el evento climático más costoso en la historia de Quebec, con más de CAD $2.5 mil millones en daños asegurados.

### Huracán Ernesto
El 8 de agosto, el Centro Nacional de Huracanes (NHC) notó que se podría formar un área de baja presión en el Atlántico central o tropical. Más tarde, ese día, comenzaron a rastrear una onda tropical al suroeste de las islas de Cabo Verde que estaba produciendo convección desorganizada. La actividad de lluvia asociada con la onda comenzó a aumentar dos días después, mostrando luego signos de organización el 11 de agosto. Como resultado, más tarde, la perturbación se convirtió en un área de baja presión. Como se esperaba que el sistema impactara en las slas de Sotavento, fue designado como Potencial Ciclón Tropical Cinco a las 21:00 UTC de ese día a 1530 km (950 millas) al este-sureste de la Isla de Antigua. Al día siguiente, el sistema se organizó lo suficiente como para convertirse en una tormenta tropical, asignándosele el nombre de Ernesto en la noche del 12 de agosto ubicado a unos 475 km (295 millas) al estesureste de la Isla de Antigua. Ernesto se intensificó a medida que se movió a través de las Antillas Menores impactando a las islas del norte del Arco de las Antillas, las Islas Vírgenes y luego Puerto Rico. Las condiciones ambientales generalmente favorables permitieron que Ernesto se intensificara aún más, convirtiéndose en huracán en la tarde del 14 de agosto al nornoroeste de Puerto Rico. Aunque continuó siendo interrumpido por la intrusión de aire seco, la tormenta se intensificó poco a poco, alcanzando un pico como un huracán de categoría 2 en la tarde del 16 de agosto con vientos máximos sostenidos de 155 km/h (100 mph) y una presión de 969 mbar. Después de esto, Ernesto se debilitaría debido a la cizalladura del viento antes de tocar tierra en Bermudas a las 08:30 UTC del 17 de agosto como un huracán de categoría 1 con vientos sostenidos de 140 km/h (85 mph) y una presión mínima de 972 mbar. Después de tocar tierra, Ernesto se debilitaría aún más en una tormenta tropical debido al aire seco, en la madrugada del 18 de agosto. Sin embargo, a las 21:00 UTC de ese día, volvió a intensificarse en un huracán de categoría 1 a medida que las condiciones ambientales comenzaron a mejorar a su alrededor. Ernesto alcanzó su segundo pico de intensidad como huracán de categoría 1 en la tarde del 19 de agosto, alcanzando su presión más baja desde su formación de 968 mbar y vientos de 150 km/h al sureste de Halifax, Nueva Escocia. Luego de esto comenzó a debilitarse una vez más debido a las temperaturas más frías de la superficie del mar y las condiciones ambientales que se volvieron desfavorables, mientras rozaba la costa de la Isla de Terranova. A medida que Ernesto continuó moviéndose rápidamente hacia el noreste en la tarde del 20 de agosto fue perdiendo características tropicales y se volvió un ciclón extratropical mientras se encontraba situado a unos 675 km (420 millas) al estenoreste de Cape Race, Terranova.
Varias carreteras principales en la isla de Guadalupe fueron cerradas debido a la tormenta. Las ráfagas de viento en la isla de Culebra, Puerto Rico alcanzaron los 138 km/h (86 mph), donde los árboles caídos bloquearon las carreteras y los techos volaron. Más de 45.000 clientes se quedaron sin electricidad en las Islas Vírgenes como resultado de ráfagas de viento con fuerza de huracán. La totalidad de Saint Croix y Saint Thomas se quedaron sin electricidad. Más de 728.000 hogares en Puerto Rico se quedaron sin electricidad, alrededor de la mitad de la isla. Otros 235.000 hogares sufrieron cortes de agua. En Bermudas, también se registraron cortes de energía. En Carolina del Sur, Estados Unidos, dos personas murieron debido a las corrientes de resaca causadas por Ernesto. En Carolina del Norte , una persona fue encontrada muerta también debido a las agitadas condiciones del mar causadas por Ernesto.

### Huracán Francine
El 26 de agosto, el Centro Nacional de Huracanes (NHC) notó que se podría formar un área de baja presión en el Atlántico tropical central. Dos días después, comenzó a monitorear una onda tropical que producía lluvias desorganizadas. Inicialmente, las lluvias de la onda estaban un poco más concentradas a lo largo de su eje, volviéndose más organizadas el 31 de agosto. Sin embargo, un ambiente poco propicio para el desarrollo hizo que la onda se desorganizara. Varios días después, el 7 de septiembre, la onda cruzó hacia la Bahía de Campeche, convirtiéndose en un área de baja presión al día siguiente. Debido a la amenaza inminente que representaba el sistema para la tierra, fue designado como Potencial Ciclón Tropical Seis a las 21:00 UTC del 8 de septiembre. Las ráfagas de viento más fuertes en el sistema fueron mejoradas por un chorro de barrera cerca de la Sierra Madre Oriental . Luego de esto, la perturbación se organizó aún más y se convirtió en la tormenta tropical Francine a las 15:00 UTC del 9 de septiembre mientras estaba ubicada a unos 395 km (245 millas) al sureste de la desembocadura del Río Bravo, México. A medida que el sistema serpenteaba en el Golfo, su trayectoria se dirigió al este debido a un sistema de alta presión en Florida. El núcleo de Francine continuó organizándose, convirtiéndose en un huracán a las 00:00 UTC del 11 de septiembre sobre el noroeste del Golfo de México. A medida que Francine continuó moviéndose hacia el noreste, se produjo una intensificación rápida y constante. A pesar de un aumento continuo en la cizalladura del viento, Francine se fortalecería en un huracán de categoría 2 justo al sur de Luisiana, alcanzando su intensidad máxima con vientos máximos sostenidos de 155 km/h (100 mph) y una presión central mínima de 972 mbar. Con esa intensidad, Francine tocó tierra en Terrebonne, Luisiana, a las 22:00 UTC del 11 de septiembre. El rápido debilitamiento del huracán comenzó después de que tocara tierra, y a las 03:00 UTC del 12 de septiembre, Francine se debilitó a tormenta tropical y luego a depresión tropical alrededor del mediodía de ese mismo día. Finalmente, en la noche de ese día, Francine pasó a ser un ciclón post-tropical, situado a unos 145 km (90 millas) al sur de Memphis, Tennessee.
Se produjeron inundaciones en gran parte del noreste del Golfo de México. La producción de petróleo y gas natural en el Golfo de México también se vio interrumpida. No se reportaron víctimas fatales como resultado de Francine y los daños en Estados Unidos fueron de al menos $1.5 mil millones USD.

### Tormenta tropical Gordon
El 7 de septiembre de 2024, el Centro Nacional de Huracanes (NHC) observó que una zona de baja presión podría interactuar con una onda tropical cercana y desarrollarse lentamente cerca de las Islas de Cabo Verde. La onda tropical pronto salió de las costas africanas y al estar en un entorno favorable para el desarrollo, el 11 de septiembre, las lluvias y tormentas eléctricas comenzaron a mostrar signos de organización en la perturbación. Más tarde ese día, la onda desarrolló una circulación superficial, lo que provocó que a las 15:00 UTC se desarrollara en la depresión tropical 7, ubicada en ese momento a unos 500 km (310 millas) al oeste de las Islas de Cabo Verde. Durante los dos próximos días, el sistema continuó como depresión debido a condiciones desfavorables que impidieron que se intensificara hasta que finalmente se fortaleció en la tormenta tropical Gordon a las 15:00 UTC del 13 de septiembre a casi 1600 km al oesnoroeste de las Islas de Cabo Verde. Gordon alcanzó su máxima intensidad sobre aguas abiertas del Atlántico en la madrugada del 14 de agosto, con vientos máximos sostenidos de 75 km/h (45 mph) y una presión central mínima de 1004 mbar. Mantuvo su máxima intensidad por aproximadamente un día pero no pudo intensificarse más debido a que el centro del sistema permaneció al oeste de su convección profunda, y la cizalladura persistente del viento impidió que se fortaleciera significativamente. Gordon se debilitó y se degradó hasta convertirse en depresión tropical en la noche del 15 de septiembre. A pesar de luchar por reorganizarse, la estructura convectiva de Gordon se degradó gradualmente y el sistema degeneró en una vaguada de baja presión en la tarde del 17 de septiembre mientras estaba situado a unos 1480 km (920 millas) al este de las Islas de Sotavento del Norte. El NHC continuó monitoreando los restos de Gordon para una posible regeneración hasta el 21 de septiembre, aunque una fuerte cizalladura del viento mantuvo cualquier convección alejada del centro de circulación mientras se movía sobre el Atlántico central abierto.

### Huracán Helene
Un giro centroamericano se formó el 20 de septiembre de 2024 y se organizó gradualmente y adquirió convección más profunda durante los días siguientes, atravesando un entorno propicio para su desarrollo. A las 12:00 UTC del 24 de septiembre, la perturbación se convirtió en la tormenta tropical Helene, aproximadamente a 320 km (200 mi) al sur del San Antonio, Cuba. Las condiciones favorables, que se mantuvieron constantes, permitieron que la tormenta se intensificara hasta convertirse en huracán unas 24 horas después, mientras se desplazaba hacia el noroeste y pasaba cerca de la costa de la península de Yucatán. Helene luego aceleró hacia el noreste a través del golfo de México debido a una dorsal y una zona de baja presión aislada de capa profunda situada sobre el Valle de Tennessee, mientras se expandía significativamente y alcanzaba la categoría de huracán mayor a finales del 26 de septiembre. A las 03:10 UTC del día siguiente, Helene alcanzó su punto máximo como huracán de categoría 4 con vientos máximos sostenidos de 140 mph (220 km/h) y una presión mínima de 939 mbar (27,7 inHg) al impactar Florida justo al este de la desembocadura del río Aucilla, según datos de un sitio de observación de Texas Tech StickNet ubicado aproximadamente a medio camino entre el punto de llegada a tierra y Perry. Por lo tanto, el ciclón se convirtió en el más intenso en tocar tierra en la región de Big Bend de Florida desde que comenzaron los registros confiables. Helene se debilitó rápidamente a medida que avanzaba rápidamente tierra adentro antes de degenerar en un ciclón postropical sobre Kentucky mientras se fusionaba con una zona de baja presión aislada el 27 de septiembre. El sistema luego se estancó sobre el estado antes de disiparse el 29 de septiembre.
El precursor y las primeras etapas de Helene causaron inundaciones en Nicaragua, Honduras, las islas Caimán y la península de Yucatán, donde los fuertes vientos dejaron a más de 120,000 clientes sin electricidad en Quintana Roo. La marejada ciclónica en Florida causó daños significativos desde la zona norte de la bahía de Tampa. Los condados de Hillsborough y Pinellas reportaron la destrucción de al menos 419 viviendas, daños importantes en al menos 18,512 estructuras y daños de leves a moderados en otras 13,909. Varios condados en o cerca de Big Bend sufrieron fuertes impactos del viento. Se registraron importantes pérdidas de cultivos y madera en el sur de Georgia, por un total de aproximadamente $5,5 mil millones. Decenas de miles de viviendas y edificios sufrieron daños por el viento incluso en la zona norte de Augusta, mientras que las inundaciones afectaron al menos a 200 estructuras y varios vehículos en el área de Atlanta. Se produjeron inundaciones catastróficas y más de 2.000 deslizamientos de tierra en las montañas del sur de los Apalaches, especialmente en Carolina del Norte, debido a precipitaciones totales de hasta 30,78 pulgadas (782 mm) en Busick, Carolina del Norte. En Carolina del Norte, más de 125.000 unidades de vivienda y aproximadamente 822.000 acres (333.000 ha) de tierras forestales sufrieron algún grado de daño. Miles de kilómetros de puentes y carreteras resultaron dañados por las inundaciones. En Carolina del Norte se produjeron al menos 106 muertes, mucho más que en cualquier otro estado. Helene y sus remanentes también generaron treinta y nueve tornados en Estados Unidos, uno de los cuales causó la muerte de dos personas en el condado de Wheeler, Georgia. Las inundaciones también afectaron Virginia, Virginia Occidental y Ohio, dejando 12 viviendas destruidas y otras 104 dañadas tan solo en el condado de Pulaski, Virginia. Más de 7,4 millones de clientes se quedaron sin electricidad en Estados Unidos. Se han atribuido a Helene al menos 251 muertes y 78.700 millones de dólares en daños, lo que lo convierte en el segundo huracán más mortal que azota los Estados Unidos continentales en cincuenta años, después del huracán Katrina en 2005, y el más mortal en general desde el huracán María en 2017, además de ser el séptimo huracán más costoso en los Estados Unidos.

### Huracán Isaac
El 25 de septiembre, el Centro Nacional de Huracanes (NHC) comenzó a monitorear una baja no tropical ubicada al noreste de Bermudas, que producía vientos con fuerza de vendaval. Más tarde ese día, la perturbación se organizó mejor y la baja se desprendió del límite frontal. Habiendo completado su transición tropical, el sistema fue designado tormenta tropical Isaac a las 03:00 UTC del 26 de septiembre, mientras se encontraba a unos 1115 km (690 millas) al estenoreste de Bermudas. Mientras se movía generalmente hacia el este, la tormenta se organizó mejor de manera constante y se convirtió en un huracán en la mañana del 27 de septiembre a miles de kilómetros al estenoreste de las Bermudas Isaac continuó fortaleciéndose al día siguiente, mientras giraba hacia el noreste, intensificándose a un huracán de categoría 2. Esta fue su intensidad máxima, con vientos máximos sostenidos de 165 km/h (105 mph) y una presión barométrica mínima de 968 mbar, alcanzada en la mañana del 28 de septiembre aproximadamente a 1265 km (785 millas) al oeste de las Islas Azores. La intensificación de Isaac luego se estabilizó, antes de debilitarse constantemente hasta convertirse en una tormenta tropical en la noche del 29 de septiembre bajo la influencia de temperaturas de la superficie del mar cada vez más desfavorables, cizalladura del viento y aire seco. Isaac también comenzó su transición extratropical, que completó alrededor de las 15:00 UTC del 30 de septiembre mientras estaba situado a unos 775 km (480 millas) al nornoroeste de las Islas Azores.
En preparación para la posible aproximación de Isaac, el Instituto Portugués del Mar y de la Atmósfera (IPMA) puso a las Islas Azores, bajo alerta amarilla

### Tormenta tropical Joyce
El 22 de septiembre de 2024, una onda tropical se movió frente a la costa de África Occidental. Inicialmente produciendo lluvias desorganizadas y tormentas eléctricas, la onda siguió su trayectoria a través de un ambiente generalmente favorable para el desarrollo. Se formó una amplia zona de baja presión a lo largo de la onda, produciendo una actividad convectiva cada vez mayor. El 27 de septiembre, a medio camino entre las Islas de Sotavento y Cabo Verde, la perturbación se organizó mucho mejor, y se convirtió en la tormenta tropical Joyce a las 15:00 UTC de ese día, a 2130 km (1325 millas) al este de las Antillas Menores del Norte. Joyce continuó organizándose luego de su formación, alcanzando su intensidad máxima con vientos de 85 km/h (50 mph) y una presión central mínima de 1001 mbar en la noche de ese día. Para el 28 de septiembre, Joyce comenzó a debilitarse a medida que la cizalladura del viento del sur desplazaba la convección lejos de su centro, debilitándose a una depresión tropical en la madrugada del 30 de septiembre. Finalmente, Joyce degeneró en un mínimo remanente en la madrugada del 1 de octubre mientras se encontraba situado a 1560 km (970 millas) al estenoreste de las Antillas Menores del Norte.

### Huracán Kirk
El 28 de septiembre, el Centro Nacional de Huracanes (NHC) comenzó a monitorear una amplia área de baja presión que producía actividad limitada de lluvias al oeste de las Islas de Cabo Verde. A medida que las lluvias y tormentas eléctricas asociadas con la perturbación se organizaron mejor, las imágenes satelitales del 29 de septiembre revelaron que la circulación de la perturbación se estaba definiendo mejor. Como resultado, en la noche de ese día, se convirtió en la depresión tropical 12 a unos 945 km (585 millas) al oeste-suroeste de las Islas de Cabo Verde. Al día mediodía del siguiente, la depresión se fortaleció más y como resultado se convirtió en la tormenta tropical Kirk a más de mil kilómetros al oeste de Cabo Verde. En medio de condiciones ambientales bastante propicias, Kirk se fortaleció a un ritmo rápido, y el Centro Nacional de Huracanes notó una pared del ojo parcial a principios del 30 de septiembre. Como resultado, en la noche del 1 de octubre, el NHC informó que Kirk se convirtió en un huracán. El huracán luego inició un período de intensificación rápida y se convirtió en un huracán importante de categoría 3 a las 00:00 UTC del 2 de octubre a casi dos mil kilómetros al este-noroeste de las Islas de Sotavento. Después de fluctuar en intensidad después de ese rápido período de intensificación, Kirk alcanzó la categoría 4 en la noche del 3 de octubre. El sistema alcanzó su pico de intensidad a la mañana siguiente, con vientos de categoría 4 de 230 km/h (145 mph) y una presión mínima central de 934 mbar, a más de 1600 km al este-noreste de las Islas de Sotavento del norte. Kirk se debilitó a medida que se movía hacia el norte en aguas más frías, antes de acelerar hacia el noreste y experimentar una transición extratropical, que completó en la tarde del 7 de octubre mientras se encontraba situado a unos 1055 km (655 millas) al oesnoroeste de las Islas Azores. El ciclón extratropical luego pasó al norte de las Azores, antes de moverse hacia la costa oeste de Francia y Europa occidental.
Kirk trajo fuertes olas a la costa este de los Estados Unidos. Se reportaron numerosos árboles caídos en Portugal y España. Portugal reportó más de 1300 incidentes. La ciudad más afectada fue Oporto, donde numerosos automóviles resultaron dañados y los ferrocarriles se interrumpieron. En el punto álgido de la tormenta, más de 300 000 hogares se quedaron sin electricidad. En España, cayeron 2,76 pulgadas de lluvia en 12 horas y se reportaron ráfagas de hasta 129 km/h (80 mph) y 205 km/h (127 mph). En Galicia, se reportaron deslizamientos de tierra, lo que provocó el cierre de carreteras. En Francia, más de 64 000 personas se quedaron sin electricidad y muchas carreteras se cerraron debido a las inundaciones. En Sète, un fuerte oleaje volcó tres barcos, matando a una persona e hiriendo a otra. Kirk provocó inundaciones generalizadas en Francia, con 72-74 mm de lluvia en Noirmoutier y 71 mm de lluvia en París. Se registraron ráfagas de viento de hasta 113 km/h y 139 km/h en Villard-de-Lans.

### Huracán Leslie
El 29 de septiembre de 2024, el Centro Nacional de Huracanes (NHC) comenzó a monitorear una onda tropical que producía una actividad de lluvias limitada cerca de la costa de África Occidental. Al día siguiente, se formó una amplia zona de baja presión a lo largo de la onda al sur de las islas de Cabo Verde en medio de condiciones propicias para un desarrollo adicional. El sistema se organizó gradualmente mejor a medida que se desarrollaba una amplia circulación cerrada el 2 de octubre, lo que resultó en la formación de la depresión tropical 13 en la tarde de ese día mientras se encontraba ubicado a unos 690 km (430 millas) al suroeste de las islas de Cabo Verde del sur. El sistema ganó más en organización e intensidad y se convirtió en la tormenta tropical Leslie en la madrugada del 3 de octubre, mientras se movía lentamente hacia el oeste dentro de un entorno de cizalladura del viento moderada debido a la cercanía del Huracán Kirk hacia su noroeste. Durante los próximos dos días, Leslie fue intensificándose lentamente mientras Kirk comenzaba a alejarse gradualmente y en la madrugada del 5 de octubre, se convirtió en un huracán de categoría 1. Leslie alcanzó su primer pico de intensidad en la madrugada del 7 de octubre como un huracán categoría 1 máximo, con vientos de 150 km/h y una presión de 980 mbar antes de debilitarse nuevamente a tormenta tropical en la mañana del 8 de octubre debido al aire seco en la troposfera media y baja. Contra todo pronóstico Leslie volvería a fortalecerse en huracán más tarde esa noche después de moverse sobre aguas más cálidas y encontrarse con una cizalladura del viento débil, además de evadir el aire seco que la rodeaba.Leslie no solo luchó por mantenerse con vida sino que inesperadamente, y a pesar de las condiciones no tan favorables, se convirtió en un huracán de categoría 2 en la madrugada del 10 de octubre con vientos máximos de 165 km/h (105 mph) y una presión central de 972 mbar, siendo esa su máxima intensidad. En la noche de ese mismo día, Leslie se debilitó a tormenta tropical cuando la cizalladura del viento del norte desplazó la mayor parte de la actividad convectiva de la tormenta al sur del centro, dejando el centro expuesto y además de esto se encontraba en aguas más frías ya que estaba transitando por la misma región que Kirk unos días antes. Luego, Leslie giró hacia el noreste y aceleró frente a una vaguada que se acercaba antes de degenerar en una vaguada en la tarde del 12 de octubre mientras estaba localizada a unos 1570 km (975 millas) al oeste-suroeste de las Islas Azores.
Los restos de Leslie provocaron importantes inundaciones en Francia. En numerosas comunas cayeron más de 300 mm de lluvia, y en Mayres cayeron 689 mm. Algunos edificios quedaron sumergidos y 700 personas se quedaron sin electricidad. Los fuertes vientos arrancaron un árbol, matando a un hombre e hiriendo a sus dos hijos.

### Huracán Milton
A mediados de septiembre de 2024, dos ondas tropicales africanas y una vaguada de bajo nivel se fusionaron sobre el Atlántico oriental. Aunque desorganizada al llegar a las Antillas Menores el 26 de septiembre, la onda comenzó a interactuar con un CAG sobre el Caribe occidental el 29 de septiembre. Esto condujo a la formación de una vaguada de bajo nivel con dos centros sobre el Golfo de México. Uno de los centros persistió, lo que resultó en el desarrollo de la depresión tropical Catorce a unos 250 km (155 mi) al este de Tampico, Tamaulipas, a las 12:00 UTC del 5 de octubre. Consolidándose como tormenta tropical Milton en seis horas, el ciclón se desplazó lentamente de este a este-sureste durante los días siguientes a lo largo de la periferia sur de los vientos del oeste de latitudes medias. Milton experimentó una intensificación explosiva debido a aguas muy cálidas y una cizalladura del viento de baja a moderada, convirtiéndose en huracán alrededor de las 18:00 UTC del 6 de octubre y luego en huracán mayor dentro de las 18 horas posteriores. A las 20:00 UTC del 7 de octubre, el sistema alcanzó su punto máximo como un huracán de categoría 5 con vientos de 180 mph (285 km/h) y una presión mínima de 895 mbar (26,4 inHg). A primeras horas del 8 de octubre, la tormenta se debilitó a un huracán de categoría 4 debido a un ciclo de reemplazo de la pared del ojo; sin embargo, al completarse el ciclo, recuperó rápidamente su intensidad a categoría 5, girando hacia el noreste en respuesta a un flujo profundo del suroeste más intenso. No obstante, al día siguiente, Milton se debilitó a huracán de categoría 4 y luego a categoría 3 a última hora del 9 de octubre debido al aumento de la cizalladura del viento. A las 00:30 UTC del 10 de octubre, Milton azotó las cercanías de Siesta Key, Florida, con vientos de 185 km/h (115 mph). Milton se debilitó sobre Florida y entró en el Atlántico como huracán de categoría 1, fusionándose con un frente cercano. Alrededor de las 18:00 UTC del 10 de octubre, se había transformado en una depresión extratropical. La depresión extratropical se debilitó gradualmente, pasó cerca de Bermudas el 11 de octubre y se fusionó con una zona frontal el 12 de octubre.
Yucatán se vio afectado por la marejada ciclónica y las fuertes lluvias, pero no recibió un impacto directo. Campeche y Celestún sufrieron inundaciones, por lo que Celestún tuvo que ser evacuado. En general, Celestún y Sisal fueron los municipios más afectados a nivel nacional. El occidente de Cuba recibió inundaciones y fuertes vientos provenientes de Milton. Milton provocó un gran brote de tornados en Florida. Venice, Florida, experimentó vientos sostenidos de 92 millas por hora (148 km/h). El edificio del Tampa Bay Times y el Tropicana Field sufrieron daños como consecuencia de Milton. Las Bahamas sufrieron efectos menores por Milton. 35 personas murieron y el NCEI estima alrededor de USD$34.3 mil millones en daños como resultado de la tormenta.

### Tormenta tropical Nadine
El 15 de octubre, se formó una amplia zona de baja presión en el suroeste del Mar Caribe al este de Centroamérica asociada con el giro centroamericano. La perturbación se movió lentamente hacia el noroeste durante los siguientes días, permaneciendo en alta mar. Luego, el 17 y 18 de octubre, la baja presión gradualmente se definió mejor, y las lluvias y tormentas eléctricas asociadas con ella se organizaron mejor. En consecuencia, el sistema fue designado como Potencial Ciclón Tropical Quince en la tarde del 18 de octubre. Se emitieron vigilancias de tormenta tropical en ese momento, desde la Ciudad de Belice al norte hasta la frontera entre Belice y México, y desde allí al norte hasta Tulum, Quintana Roo. El sistema desarrolló rápidamente una circulación cerrada y fue designado como la tormenta tropical Nadine en la mañana del 19 de octubre, mientras estaba ubicado a unos 190 km (120 millas) al este de la Ciudad de Belice. Moviéndose hacia el oeste la tormenta se fue fortaleciendo poco a poco y alcanzó su presión más baja de 1000 mbar a las 15:00 UTC de ese mismo día y poco después tocó tierra cerca de la Ciudad de Belice alrededor de las 16:00 UTC, con vientos sostenidos de 95 km/h (60 mph) y una presión que había aumentado hasta los 1002 mbar. Ocho horas después, cerca de las 00:00 UTC del 20 de octubre, como consecuencia de la interacción con tierra, la tormenta se debilitó a depresión tropical mientras se encontraba sobre el norte de Guatemala. Luego, en la mañana de ese mismo día, el sistema degeneró en un remanente de baja presión mientras atravesaba el sur de México, ubicado a unos 265 km (165 millas) al sur-suroeste de la Ciudad del Carmen. Los remanentes de Nadine finalmente ingresaron a la cuenca del Pacífico, donde facilitaron el desarrollo de una vaguada de baja presión en el Golfo de Tehuantepec, que condujo a la formación del huracán más intenso de la temporada del pacífico este, el Huracán Kristy, el 21 de octubre, el cual alcanzó la categoría 5.
Nadine produjo precipitaciones totales de hasta 2 pulgadas (51 mm) en Belice. En Quintana Roo, se registraron alrededor de 3,5 pulgadas (90 mm) de lluvia y varias casas se inundaron en Chetumal. También se reportaron inundaciones, cortes de energía y árboles arrancados en Campeche, con fuertes olas que encallaron alrededor de 300 embarcaciones costeras. En Chiapas, las inundaciones dañaron 14 casas en Rayón y 2 en Rincón Chamula San Pedro. Un deslizamiento de tierra también bloqueó una sección de la carretera federal 190. Las fuertes lluvias también dañaron 15 casas y causaron inundaciones y deslizamientos de tierra en Tacotalpa, Tabasco. Hubo tres muertes en Chiapas como resultado de la tormenta. Dos personas murieron dentro de una casa en el municipio de Tila, que fue golpeada durante un deslizamiento de tierra; y en San Juan Chamula, un hombre se ahogó cuando su vehículo fue arrastrado por las aguas de la inundación. También hubo dos víctimas mortales en Veracruz; una después de que su casa fuera arrastrada por un alud de lodo en la sierra de Zongolica, y otra en Santiago Tuxtla como resultado de una electrocución; un hombre también desapareció después de ser arrastrado por las inundaciones.

### Huracán Oscar
En la tarde del 4 de octubre el Centro Nacional de Huracanes (NHC) notó por primera vez que se podía desarrollar un sistema de bajas presiones cerca de la costa Occidental de África. El 10 de octubre, una onda tropical que producía lluvias desorganizadas y tormentas eléctricas se alejó de la costa oeste de África. Más tarde ese día, se formó una amplia área de baja presión que producía vientos casi huracanados a lo largo de la onda. Después de moverse sobre Cabo Verde al día siguiente, la perturbación se movió hacia el oeste dentro de un ambiente desfavorable para el desarrollo, causando que su actividad disminuyera considerablemente. Continuando hacia el oeste por los siguientes 6 días la perturbación permaneció desorganizada cuando pasó por el norte de Puerto Rico el 18 de octubre y aunque persistió una fuerte convección alrededor de un centro de circulación de nivel medio emergente las probabilidades que tenía de formarse eran bastante escasas, de alrededor de 30% en dos y siete días. La perturbación inesperadamente desarrolló una circulación cerrada lo que llevó al NHC a aumentar sus probabilidades de desarrollo y finalmente fue designada como la tormenta tropical Óscar a las 15:00 UTC del 19 de octubre mientras se encontraba ubicada a unos 305 km (190 millas) al este-sureste de las islas sureñas de Bahamas. Un vuelo de Hurricane Hunters encontró que Óscar era mucho más fuerte de lo estimado originalmente, y apenas tres horas después de formarse, a las 18:00 UTC, sorprendentemente Óscar fue ascendido a un huracán de categoría 1 con vientos sostenidos de 130 km/h (80 mph). En la noche de ese mismo día, Óscar alcanzó sus vientos máximos sostenidos más fuertes, de 140 km/h (85 mph). Desplazándose hacia el oeste, el huracán pasó muy cerca del sur de las Islas Turcas y Caicos en la madrugada del 20 de octubre. Moviéndose en el lado sureste de una vaguada de nivel medio, situada sobre el este del Golfo de México, Óscar inclinó un poco su movimiento hacia el oeste-suroeste lo que conllevó a que tocara tierra en la isla de Gran Inagua, Bahamas a las 09:00 UTC de ese día con vientos máximos sostenidos de 130 km/h (80 mph) y una presión central mínima de 988 mbar. Óscar fue catalogado como el huracán más pequeño jamás registrado debido a que sus vientos huracanados solamente se extendían a 10 km de su centro. El huracán permaneció con pocos cambios en su intensidad y alrededor de las 21:50 UTC de ese día, Óscar tocó tierra como huracán categoría 1 en Baracoa, ubicada en la provincia cubana de Guantánamo con su presión más baja de 986 mbar y vientos máximos sostenidos de 130 km/h (80 mph). Óscar estuvo con un movimiento muy lento sobre Cuba debido a que una vaguada de onda corta que se desplazaba sobre el noroeste de las Bahamas hizo cambiar el sentido de movimiento que traía y obligó al ciclón a moverse hacia el noroeste y luego hacia el norte y como resultado de esto estuvo alrededor de 25 horas sobre Cuba produciendo lluvias catastróficas. El ciclón salió del territorio cubano muy debilitado, como resultado del tiempo prolongado de interacción con el terreno montañoso de la región hasta que finalmente se disipó en la tarde del 22 de octubre mientras se encontraba ubicado a unos 115 km (75 mph) al este-sureste de Long Island, Bahamas.
En Bahamas, numerosos residentes tuvieron que evacuar sus hogares después de que sus casas resultaran dañadas. En Cuba, olas de 2 metros de altura azotaron Baracoa, dañando paredes y techos de numerosas estructuras. De acuerdo con el Instituto de Meteorología de Cuba (Insmet), algunas áreas registraron acumulados de lluvia muy significativos de hasta 630 milímetros en el Valle de Caujerí y 437 milímetros en Punta de Maisí ambas en la provincia de Guantánamo. Más de 6.000 personas fueron afectadas, especialmente en zonas costeras de San Antonio del Sur y Baracoa. En las zonas agrícolas, el impacto fue devastador, con plantaciones de café, plátano y tomate gravemente afectadas, lo que supuso un duro golpe para la economía local. El paso del huracán Oscar coincidió con un corte de electricidad general en todo el país que duró 4 días lo que imposibilitó que muchas personas se informaran sobre lo que estaba sucediendo. Al menos siete personas murieron a causa de la tormenta en el país.

### Tormenta tropical Patty
El 31 de octubre de 2024, una zona de baja presión no tropical con fuerza de tormenta ubicada a unos 890 kilómetros (550 millas) al oeste de las Azores occidentales comenzó a producir lluvias y tormentas eléctricas cerca de su centro. Se desplazó hacia el noreste durante aproximadamente un día, perdiendo sus características frontales y el soporte en altura, debilitándose en el proceso. El 1 de noviembre, a pesar de temperaturas de la superficie del mar (TSM) de entre 20 y 22 °C (68 y 72 °F), se formaron convección y bandas alrededor del centro debido a un entorno inestable. La tormenta había alcanzado características híbridas de tormenta subtropical. Al formarse, Patty tenía vientos de 80 km/h (50 mph). Patty continuó hacia el este y se organizó aún más, alcanzando una intensidad máxima de 105 km/h (65 mph) a las 12:00 UTC del 2 de noviembre, según las estimaciones de ASCAT-B. La tormenta comenzó entonces a desplazarse al este-sureste y a debilitarse en el flujo de latitudes medias. El 3 de noviembre, Patty redujo su velocidad de avance. Ese mismo día, también se convirtió en un ciclón tropical. Patty continuó debilitándose y se convirtió en una vaguada a las 12:00 UTC del 4 de noviembre.
São Miguel y Santa María experimentaron vientos con fuerza de tormenta tropical. En São Miguel, se reportaron inundaciones en varias carreteras y en algunas viviendas. La inundación provocó un deslizamiento de tierra en el municipio de Ribeira Grande. Sin embargo, los daños generales fueron menores, sin reportes de desplazados por la tormenta.

### Huracán Rafael
El 26 de octubre, el NHC comenzó a monitorear el suroeste del Caribe en previsión del desarrollo tropical. La convección aumentó notablemente a principios de noviembre en asociación con un giro centroamericano. Sin embargo, la presencia de una circulación bien definida no pudo confirmarse hasta el 4 de noviembre, cuando se formó la depresión tropical Dieciocho a las 12:00 UTC aproximadamente a 330 km (205 mi) al suroeste de Kingston, Jamaica. La depresión continuó fortaleciéndose y se convirtió en la tormenta tropical Rafael seis horas después. La tormenta se desplazó hacia el noroeste a lo largo del lado suroeste de una dorsal sobre el Atlántico occidental el 5 de noviembre y pasó al oeste de Jamaica. Esa tarde desarrolló un núcleo de viento interno y se fortaleció hasta convertirse en huracán a primeras horas del 6 de noviembre. Más tarde ese mismo día, a las 21:15 UTC, Rafael tocó tierra justo al este de Playa Majana, en la provincia cubana de Artemisa, con vientos de 185 km/h (115 mph). Unas horas más tarde, el sistema entró en el Golfo de México como un huracán más débil de categoría 2. Luego, procedió a virar hacia el oeste-noroeste y a intensificarse de nuevo, convirtiéndose de nuevo en un huracán mayor a primeras horas del 8 de noviembre, con vientos máximos de 195 km/h (120 mph) y una presión mínima de 954 mbar (28,2 inHg). Sin embargo, esa tarde, el sistema viró hacia el oeste y comenzó a perder fuerza y organización debido al aumento de la cizalladura del viento del oeste y la intrusión de aire seco. Esta tendencia continuó, y Rafael se degradó a tormenta tropical a primeras horas del 9 de noviembre. La convección restante de Rafael colapsó el 10 de noviembre y degeneró en un sistema de bajas presiones remanente a unos 370 km (230 mi) al suroeste de Port Fourchon, Luisiana, antes de convertirse en una vaguada al día siguiente.
En Panamá, numerosos residentes tuvieron que evacuar sus hogares luego de que sus casas resultaron dañadas, dejando un total de más de 210 desplazados. En Panamá, cinco personas murieron como consecuencia de las inundaciones; también se reportó un fallecimiento en Colombia. En Jamaica, hubo dos víctimas mortales por la tormenta. Las estimaciones preliminares de daños en Panamá ascienden a al menos USD$110 millones. Las pérdidas agrícolas en Costa Rica ascendieron al menos a ₡500 millones (USD$985.000). En Colombia, más de 192.000 personas se vieron afectadas por las inundaciones. El gobierno destinó 700.000 millones de pesos (160,8 millones de dólares) para ayudar a los damnificados. En Cuba, más de 283.000 personas fueron evacuadas antes de la tormenta, incluidas 98.300 de La Habana. Los vientos de Rafael provocaron un fallo en la red eléctrica en toda la isla. En el occidente de Cuba se reportaron 30 cm de lluvia que provocaron inundaciones y deslizamientos de tierra. Los funcionarios del gobierno informaron que las áreas dentro y alrededor de Artemisa sufrieron los peores daños causados por Rafael. En total, ocho muertes y daños estimados en US$1.35 mil millones pueden atribuirse a Rafael.

### Tormenta tropical Sara
El 11 de noviembre, una extensa zona de baja presión se fusionó con una onda tropical al sur de La Española, sobre el centro del Mar Caribe. El sistema se desplazó en general hacia el oeste y se organizó gradualmente durante los días siguientes. Posteriormente, a primeras horas del 14 de noviembre, el sistema se convirtió en la depresión tropical Diecinueve, a unos 240 km (150 mi) al este de la frontera entre Honduras y Nicaragua. Más tarde ese mismo día, aviones de reconocimiento de la Reserva de la Fuerza Aérea registraron vientos máximos sostenidos de alrededor de 65 km/h (40 mph), lo que indica que la depresión se había fortalecido hasta convertirse en la tormenta tropical Sara. El ciclón tocó tierra en Honduras, cerca de Punta Patuca, a primeras horas del 15 de noviembre, pero pronto reapareció en el Caribe y cobró mayor fuerza, alcanzando vientos máximos de 85 km/h (50 mph) y una presión mínima de 997 mbar (29,4 inHg) alrededor de las 12:00 UTC. Sara se desplazó entonces en dirección oeste-noroeste, tocando tierra en Belice, cerca de Dangriga, alrededor de las 14:00 UTC del 17 de noviembre. El ciclón se debilitó a depresión tropical unas cuatro horas después y se disipó a primera hora del 18 de noviembre sobre Campeche. Tras emerger a la Bahía de Campeche, los remanentes se fusionaron con un sistema frontal que atravesaba el sureste de Estados Unidos en pocos días.
El huracán Sara provocó inundaciones en la República Dominicana, lo que provocó la evacuación de 1767 personas, el aislamiento de 54 comunidades, la destrucción de dos viviendas y daños a 487 más. Dos pescadores desaparecieron y posteriormente fueron encontrados muertos cerca de Sabana de la Mar. Se estima que los daños en Honduras ascienden a 2.468 millones de lempiras (97,4 millones de dólares). Según Gallagher Re, a enero de 2025, los daños para Sara ascienden a 100 millones de dólares.

### Otros sistemas

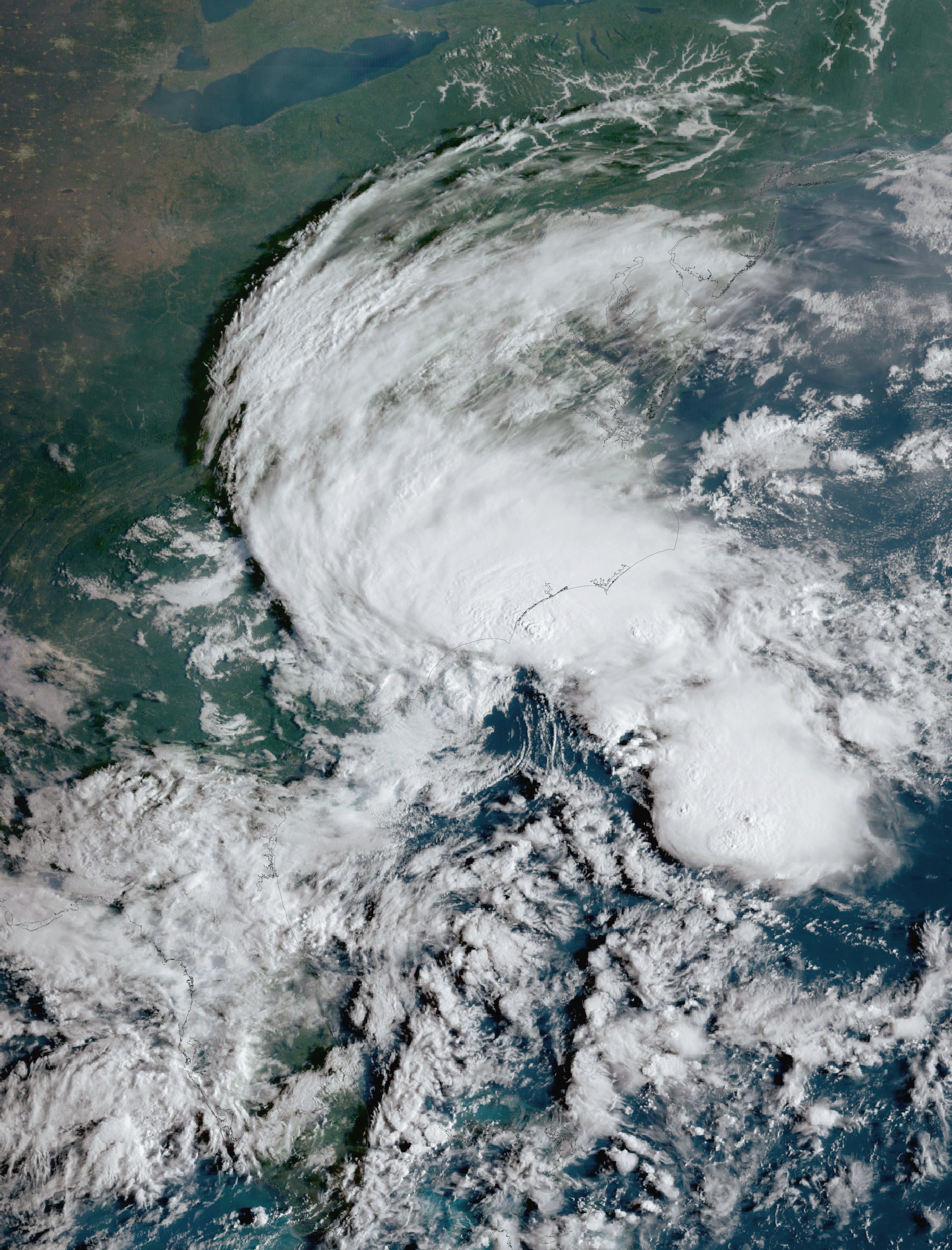
Potencial ciclón tropical ocho frente a la costa de Carolina del Norte el 16 de septiembre de 2024

- Potencial ciclón tropical Ocho: El 11 de septiembre, el Centro Nacional de Huracanes (NHC) notó un área con potencial de desarrollo de ciclón tropical frente a la costa este de Estados Unidos.[318] Posteriormente, unos días después, el 14 de septiembre se formó un área no tropical de baja presión.[319] Al día siguiente, un avión cazador de huracanes de la Fuerza Aérea descubrió que el sistema poseía un amplio centro de circulación de bajo nivel y estaba generando convección profunda sobre y alrededor del centro. También encontró que el sistema estaba en proceso de separarse de sus características frontales. Debido a la creciente probabilidad de que el sistema adquiriera características tropicales y su proximidad a la costa de Carolina del Sur, el NHC designó al sistema como Potencial Ciclón Tropical Ocho a las 21:00 UTC del 15 de septiembre mientras se encontraba a unos 200 km (125 millas) al estesureste de Charleston, Carolina del Sur y en ese momento tenía vientos máximos sostenidos de 75 km/h.[320] En ese momento se emitió una Advertencia de Tormenta Tropical que se extendía desde Edisto Beach, Carolina del Sur, hasta Ocracoke Inlet, Carolina del Norte.[321] El sistema logró intensificarse aún más, alcanzando su máxima intensidad a las 12:00 UTC del 16 de septiembre con vientos máximos sostenidos de 85 km/h y una presión central mínima de 1005 mbar, pero no tenía una circulación cerrada. El sistema no alcanzó características tropicales cuando se acercó al noreste de Carolina del Sur en la noche de ese día, y sus vientos sostenidos cayeron por debajo de la fuerza de tormenta tropical. En consecuencia, las advertencias de tormenta tropical para las Carolinas se suspendieron con el aviso final del NHC a las 21:00 UTC del 16 de septiembre.[322]  La tormenta causó inundaciones significativas en el Condado de Brunswick, Carolina del Norte.[323][324] La tormenta trajo fuertes lluvias a las Carolinas, especialmente en Carolina Beach, Carolina del Norte, donde los totales de lluvia alcanzaron 20,81 pulgadas (529 mm). La tormenta también resultó en un breve toque de queda en el condado de Brunswick.[325] En Sunny Point, Carolina del Norte, los vientos alcanzaron 77 mph (124 km/h).[326] Varias carreteras costeras, como NC 12, se inundaron con la marea alta.[327] Una persona murió después de intentar conducir a través de las aguas de la inundación.[328]

## Nombres de los ciclones tropicales
Los siguientes nombres fueron los usados para los ciclones tropicales que se formaron en el océano Atlántico norte en 2024. Los nombres no usados están marcados con gris. Esta es la misma lista utilizada en la temporada de 2018, con las excepciones de Francine y Milton, que reemplazaron a Florence y Michael, respectivamente. Los nombres de Francine, Milton y Sara fueron utilizados por primera vez en esta temporada.
| - Alberto - Beryl - Chris - Debby - Ernesto - Francine - Gordon | - Helene - Isaac - Joyce - Kirk - Leslie - Milton - Nadine | - Oscar - Patty - Rafael - Sara - Tony (sin usar) - Valerie (sin usar) - William (sin usar) |

### Nombres retirados
El 2 de abril de 2025, durante la XLVII sesión de la RA VI Hurricane Committee de la Organización Meteorológica Mundial retiró tres nombres, los nombres de Beryl, Helene y Milton debido a los cuantiosos daños y perdidas humanas que habían provocado. Serán reemplazados por Brianna, Holly y Miguel en la temporada de 2030.

## Estadísticas de temporada
Esta es una tabla de todas los sistemas que se han formado en la temporada de 2024. Incluye su duración, nombres, áreas afectada(s), indicados entre paréntesis, daños y muertes totales. Las muertes entre paréntesis son adicionales e indirectas, pero aún estaban relacionadas con esa tormenta. Los daños y las muertes incluyen totales mientras que la tormenta era extratropical, una onda o un baja, y todas las cifras del daño están en USD 2024.
| DT | TT | 1 | 2 | 3 | 4 | 5 |

| Nombre                  | Fechas activo                   | Categoría de tormenta en intensidad máxima | Vientos máx. (km/h) | Presión min (hPa) | ACE      | Áreas afectadas                   | Áreas afectadas                   | Áreas afectadas                   | Daños (en millones USD) | Muertos |
| Nombre                  | Fechas activo                   | Categoría de tormenta en intensidad máxima | Vientos máx. (km/h) | Presión min (hPa) | ACE      | Lugar                             | Fecha                             | Vientos (km/h)                    | Daños (en millones USD) | Muertos |
| ----------------------- | ------------------------------- | ------------------------------------------ | ------------------- | ----------------- | -------- | --------------------------------- | --------------------------------- | --------------------------------- | ----------------------- | ------- |
| Alberto                 | 19 – 20 de junio                | Tormenta tropical                          | 85 (50)             | 992               | 0.81     | Tampico, Tamaulipas, México       | 20 de junio                       | 85 (50)                           | $165 millones           | 5       |
| Beryl                   | 28 de junio – 9 de julio        | Huracán categoría 5                        | 270 (165)           | 932               | 34.455   | Carriacou, Granada                | 1 de julio                        | 240 (150)                         | $7.74 mil millones      | 71      |
| Beryl                   | 28 de junio – 9 de julio        | Huracán categoría 5                        | 270 (165)           | 932               | 34.455   | Tulum, Quintana Roo, México       | 5 de julio                        | 175 (110)                         | $7.74 mil millones      | 71      |
| Beryl                   | 28 de junio – 9 de julio        | Huracán categoría 5                        | 270 (165)           | 932               | 34.455   | Matagorda, Estados Unidos         | 8 de julio                        | 130 (80)                          | $7.74 mil millones      | 71      |
| Chris                   | 30 de junio – 1 de julio        | Tormenta tropical                          | 75 (45)             | 1005              | 0.1225   | Alto Lucero, Veracruz, México     | 1 de julio                        | 75 (45)                           | $1 millón               | 6       |
| Debby                   | 3 – 9 de agosto                 | Huracán categoría 1                        | 130 (80)            | 979               | 4.9375   | Matanzas, Cuba                    | 3 de agosto                       | 55 (35)                           | $7.12 mil millones      | 6 (4)   |
| Debby                   | 3 – 9 de agosto                 | Huracán categoría 1                        | 130 (80)            | 979               | 4.9375   | Big Bend, Estados Unidos          | 5 de agosto                       | 130 (80)                          | $7.12 mil millones      | 6 (4)   |
| Debby                   | 3 – 9 de agosto                 | Huracán categoría 1                        | 130 (80)            | 979               | 4.9375   | Charleston, Estados Unidos        | 8 de agosto                       | 85 (50)                           | $7.12 mil millones      | 6 (4)   |
| Ernesto                 | 12 – 20 de agosto               | Huracán categoría 2                        | 155 (100)           | 968               | 14.4475  | Bermuda                           | 17 de agosto                      | 140 (85)                          | $150 millones           | 3       |
| Francine                | 9 – 12 de septiembre            | Huracán categoría 2                        | 165 (105)           | 972               | 4.78     | Terrebonne, Estados Unidos        | 11 de septiembre                  | 155 (100)                         | $1.5 mil millones       | 0       |
| Gordon                  | 11 – 17 de septiembre           | Tormenta tropical                          | 75 (45)             | 1004              | 1.2525   | Ninguno                           | Ninguno                           | Ninguno                           | Ninguno                 | 0       |
| Helene                  | 24 – 27 de septiembre           | Huracán categoría 4                        | 220 (140)           | 939               | 6.9875   | Big Bend, Estados Unidos          | 27 de septiembre                  | 220 (140)                         | $81.6 mil millones      | 226     |
| Isaac                   | 25 – 30 de septiembre           | Huracán categoría 2                        | 165 (105)           | 963               | 7.91     | Ninguno                           | Ninguno                           | Ninguno                           | Ninguno                 | 0       |
| Joyce                   | 27 de septiembre – 1 de octubre | Tormenta tropical                          | 85 (50)             | 1001              | 1.695    | Ninguno                           | Ninguno                           | Ninguno                           | Ninguno                 | 0       |
| Kirk                    | 29 de septiembre – 7 de octubre | Huracán categoría 4                        | 240 (150)           | 928               | 23.665   | Ninguno                           | Ninguno                           | Ninguno                           | $10.9 millones          | 1       |
| Leslie                  | 2 – 12 de octubre               | Huracán categoría 2                        | 165 (105)           | 972               | 16.1375  | Ninguno                           | Ninguno                           | Ninguno                           | Ninguno                 | 1       |
| Milton                  | 5 – 10 de octubre               | Huracán categoría 5                        | 285 (180)           | 895               | 22.57    | Sarasota, Estados Unidos          | 9 de octubre                      | 195 (120)                         | $50 mil millones        | 35      |
| Nadine                  | 19 – 20 de octubre              | Tormenta tropical                          | 95 (60)             | 1000              | 0.6875   | Ciudad de Belice, Belice          | 19 de octubre                     | 95 (60)                           | Desconocido             | 5       |
| Oscar                   | 19 – 22 de octubre              | Huracán categoría 1                        | 140 (85)            | 984               | 4.545    | Inagua, Bahamas                   | 20 de octubre                     | 130 (80)                          | Desconocido             | 7       |
| Oscar                   | 19 – 22 de octubre              | Huracán categoría 1                        | 140 (85)            | 984               | 4.545    | Baracoa, Cuba                     | 20 de octubre                     | 130 (80)                          | Desconocido             | 7       |
| Patty                   | 2 – 4 de noviembre              | Tormenta tropical                          | 100 (65)            | 982               | 2.315    | Ninguno                           | Ninguno                           | Ninguno                           | Ninguno                 | 0       |
| Rafael                  | 4 – 10 de noviembre             | Huracán categoría 3                        | 195 (120)           | 954               | 12.2825  | Artemisa, Cuba                    | 6 de noviembre                    | 185 (115)                         | $31.6 millones          | 8       |
| Sara                    | 14 – 18 de noviembre            | Tormenta tropical                          | 85 (50)             | 997               | 1.9825   | Dangriga, Belice                  | 17 de noviembre                   | 65 (40)                           | Desconocido             | 0       |
| Totales de la temporada |                                 |                                            |                     |                   |          |                                   |                                   |                                   |                         |         |
| 18 ciclones             | 19 de junio – 18 de noviembre   |                                            | 285 (180)           | 895               | 161.5825 | 11 ciclones que han tocado tierra | 11 ciclones que han tocado tierra | 11 ciclones que han tocado tierra | $148.29 mil millones    | 378     |